# Мирзоев, Карахан Агахан оглы
Карахан Агахан оглы Мирзо́ев (азерб. Mirzəyev Qaraxan Ağaxan oğlu, род. 28 января 1951, Масаллинский район) — советский российский математик. Доктор физико-математических наук (1995).
Научные интересы: функциональный и вещественный анализ, спектральная теория дифференциальных и разностных операторов.

## Биография
Родился 28 января 1951 г. в селе Тюкля Масаллинского района Азербайджанской ССР.
В 1974 г. окончил механико-математический факультет Азербайджанского государственного университета им. С. М. Кирова, а в 1979 г. — аспирантуру по кафедре теории функций и функционального анализа механико-математического факультета МГУ им. М. В. Ломоносова. Ученик А. Г. Костюченко.
В 1981 защитил кандидатскую диссертацию на тему «Квазирегулярные дифференциальные операторы», а в 1995 г. — диссертацию доктора физико-математических наук на механико-математическом факультете МГУ по специальности 01.01.01. — математический анализ на тему «αр-свойства решений обыкновенных симметрических дифференциальных уравнений».
С 2000 года работает в должности профессора на кафедре математического анализа механико-математического факультета
Московского государственного университета им. М. В. Ломоносова.
С 2002 года является руководителем аспирантуры по специальности 01.01.01. — математический анализ в Поморском государственном университете им. М. В. Ломоносова (г. Архангельск). С 2008 года работает в должности профессора на кафедре математического анализа факультета прикладной математики в Бакинском филиале Московского государственного университета им. М. В. Ломоносова.